# Universitatea Burgundiei
Université de Bourgogne (uB, în limba română Universitatea Burgundiei) este o universitate francezâ situată la Dijon (Côte-d'Or), înființată în 1722. Universitatea are sucursale la Auxerre, Chalon-sur-Saône, Le Creusot, Mâcon și Nevers. Universitatea include cursuri într-o mare diversitate de discipline: drept, economie, management, litere, filozofie, limbi străine, medicină, farmacie, științe umaniste și științe exacte. Universitatea oferă pregătire la toate nivelurile: licență, masterat și doctorat.